# Seiji Koga
Seiji Koga (født 7. august 1979) er en tidligere japansk fodboldspiller.
Han har spillet for flere forskellige klubber i sin karriere, herunder Yokohama F. Marinos, Avispa Fukuoka og Vissel Kobe.